# Philharmostes werneri
Philharmostes werneri là một loài bọ cánh cứng trong họ Hybosoridae. Loài này được Ballerio miêu tả khoa học năm 2001.